# محمد الحراق
أبو عبد الله سيدي محمد بن محمد بن عبد الواحد بن يحيى بن عمر الحسني العلمي الموسوي شاعر صوفي من فقهاء المغرب. له (ديوان العلمي) في طريقة ابن الفارض، وفيه تواشيح وأزجال، و (ديوان رسائل ومنظومات) في خزانة الرباط و (شرح الصلاة المشيشية) رسالة. هو صاحب زجل "واحد الغزيل" الذي يتغنى به فنانو الطرب الاندلسي في المغرب العربي.

## حياته
ولد سيدي محمد الحراق سنة 1186ھ (حوالي 1772 ميلادية) ونشأ بمدينة شفشاون، حيث عاش في كنف أسرة صالحة متدينة، ربّته على مكارم الأخلاق، وطلب العلم، والمحافظة على روابط الشريعة، فكان وعاءً مهيئا لجميع مشارب العلوم، وقد تنبه أبوه لحماسته، وشغفه بالعلم، وكذا فطنته وسرعة بداهته في التعلم منذ صغره، فقرر مرافقته إلى جامع القرويين بفاس، قصد استكمال تعليمه والارتشاف من بحر العلوم هناك، إلى أن أتمّ دراسته، فأصبح بعد ذلك عالما جليلا، ذو شهرة ومكانة كبيرتين، يحضر مجالسه العلمية كبار العلماء وأعيان البلاد، وطلاب العلم، والفقراء، مما جعل السلطان مولاي سليمان العلوي، يعينه خطيبا ومدرسا بالمسجد الأعظم بتطوان، خاصة حين سمع برِفعة شأنه، وعلو همته، وغزارة علمه.
```
«كان فقيها مدرسا له معرفة بالفقه وأحكامه، والحديث والسير والأصول، تصدر لنشر العلوم بمدينة 
تطوان
 مدة طويلة، وانتفع بعلومه خلق كبير... وله أنظام في الحقيقة، ومذكرات بالطريقة، شهيرة شهرة شمس الظهيرة... وكانت همته رضي الله عنه في جميع الأمور عالية.. متواضعا في لباسه.. ويأكل ما تيسر من الطعام، مع ما كان عليه من الكرم والمواساة…»
[
3
]
```

تولى إمامه المسجد الأعظم في تطوان الذي بناه السلطان سليمان له وفي السنين الأخيرة سار الجامع الكبير معهدا للتعليم الديني الإسلامي وكان يبلغ طلابه أحيانا إلى المئات وقد شاهد هذا المسجد عددا من العلماء من أئمة ومدرسين منهم الحراق والزواق والرهوني وغيرهم.
```
لقد سلك سيدي محمد الحراق طريق القوم على يد الشيخ مولاي العربي الدرقاوي، الذي طابت به نفسه، وتلاشت بصحبته أسقامُه، حيث «...لقَّنَهُ الأوراد، وبيّن له المُراد، ولم يأمره بخرق العادة، ولا كشف رأس ولا لبس مرقعة، وإنما حضّه على كثرة ذِكر الله، وجمع القلب على الله، وإخلاص العبودية إلى الله، وأذِن له في إعطاء الأوراد والتربية».
[
5
]
```

وبذلك أخذ الشيخ محمد الحراق العبرة، وفهِم الحكمة، فتجرد من علمه الذي كان يفتخر به، وتغلغل في قلب الطريق، جاعلا علمه الغزير، مَطِيَّةً لخدمة النفس والفرد، خاصة وأن العلم هو باب معرفة الله ومفتاحها، يقول الشيخ سيدي محمد الحراق: «... فما فائدة هذا العلم والجاه، الذي لا يوصل صاحبه إلى الله، ولا يُعَرِّفُهُ مَولاه».

## من ديوانه الشعري

### عرفان
تـقـدَّم لي عـنـد المهـيـمن سـابق.......................من الفضل واستدعاه حكم المشيئة
فلي عـزة الملك القـديــم لأنـنــي............. بـعــزة ربــي في العوالــم عــزتي
ولي مقعد التـنزيه عن كل حادث.........................ولي حضرة التجـريد عن كل شـركة
جلست بكرسي التـفـرد فاستـوى..........................من الله عرش لي على ماء قــدرتي
تراني ببطـن الغـيب إذ أنا ظـاهر.................. وما ثَـمَّ غـيري ظاهر حـين غـيبـتـي
تجليت من لوح البطون ولم يكن....................... تجـلى مـنـه غـيـر تحـقـيـق حكــمتي
لأني قـبـل الكـون إذ أنـا بـعـده..............ولم يـكُ كـونُ غـير تـلوين بهجـتـي
تجليتُ قبلُ باسم لوح القضا كما.................تجـليـتُ بعــدُ بـاسـم ناري وجـنـتـي
ترامت بأنــواري المقاديــر إنـني.................عـجـيــبٌ بـدت في كـثـرتــي أحـديتي

### مناجاة
وَأَحْسَنُ أَحْوالي وُثوقي بِفَضْلِكُـمْ........................وَأَني على أبوابِكُم أَتملــَّقُ
فاللهِ ما أحْلىَ السُؤالَ لِفاضـِــلِ......................عظيمِ النَّذا منهُ العَطاءُ مُحَقَّقُ
فلا عَفْوُهُ عنْ زَلَّـةِ مُتَقَاصِـرُ.........................ولا فَضْلُهُ عن فُسْحَةِ القَصْدِ ضَيِّقُ
لهُ خُلُقُُ أنْ لا يُخَيِّبَ سائــلا.........................وَجُودُُ بِهِ كُـلُّ العَوالمِ يَغْــرَقُ
فو اللهِ ما جودُُ يكـونُ سَجِيـَّةََ َ.........................ومِنْ ذي غِنىََ يَحْلو إليهِ التَـصَـدُّقُ
كجُودِ الذي يُعْطي القليلَ تَكَلُّفََََا.......................مِنَ البُخْلِ إلا أنهُ يَتَخَلـَّـقُ
فَلُذْ بالذي يبغي الُملِحَّ لِفَضْلـِهِ......................ويَغْضَبُ إِنْ عنه العُفاتُ تفرَّقـُـوا
وَعُدْ بالذي يَسْتَحْقِرُ الكَـوْنَ كُلَّهُ.....................عَـطاءََ َ إذا القُصَّادُ بالبابِ حَلَّقُـوا
وكُنْ سَاكِنا ياصاحِ إنْ كُنْتَ كَيِّساََ َ......................إليْـهِ وَدَعْ مَنْ بِالسِّوى يَتَعَلـَّـقُ
فَذُو فَاقـَةِ واللهِ لَيْسَ بِنافـِـع........................لـِذِي فاقةِِ ِ إذْ فَقـْـرُهُ بهِ مُحـْدِقُ
ودَويمْ على ذِكرِ الغَــنيِّ حَقيقةَ َ.......................تَكُنْ ذا غِنىََ فالطَّبْعُ للطَّبْعِ يَسْـرِقُ
ولا تَعْدُ عَنْهُ في أُمُورِكَ كُلِّـهَا.......................فَمَنْ يَعْدُ عَنْهُ فَهْـوَ واللهِ أَحْمَــقُ
لأَنَّ ذِكْرَهُ كَمْ أثمَْرَتْ نَخْلاتُـهُ...........................مِنَ الخَيْرِ حتى صَارَ لِلْحُجْبِ يَمْحَقُ
فأَضْحَتْ بِهِ عَيْنُ العَبيدِ قَريـرَةَ.......................بِقُرْبِ ِ لَهُ كُلُّ الخَليقَةِ يَعْشَقُ
ونالَ الذي يهْوى ومـا ثمَّ غَيْرُهُ.....................رَقيبُ ُ وَبَابُ البَيْنِ بالفَضْلِ مُغْلَـقُ
تَقَرَّبَ حتّى صـارَ مُتَّحِدَا بـِهِ...........................فأصبحَ في كُلِّ المَلامِعِ يُشْــرِقُ
تَقَدَّمَ حتّى صارَ للكُلِّ آخِـرَا.........................تأَخَّرَ حتّى صار لِلْكُلِ يَسْبِقُ
بهِ ولَهُ مِنـْـهُ المَظاهِرُ أُفْرِدَتْ.......................فَـمِنْهُ لَهُ عَنْـهُ إِذََ َا تَتَفَرَّقُ

## من أقوال وحكم سيدي محمد الحراق
- "إني ربحت من باب الفضل، فلا أدل إلا عليه، وما من شيخ إلا يدل على السبيل الذي مر عليه ولا يوصل إلا إلى المقام الذي انتهى إليه.
- لو كنت أعلم أحدا بقُنَّةِ جبل يريد الوصول إلى الله، لأتيت إليه، وأخذت بيده ابتغاء مرضاة الله وترغيبا للإقبال على الله.
- ما رأيت أنفع لقلب المتوجه الصادق من ذكر الله.
- إن الهمة العالية هي التي لا ترضى بدون الله، إذ ليس وراء الله وراء."[7]

## وفاته
توفي سيدي محمد الحراق عام 1261ھ (1845م) ودفن بتطوان بزاويته المشهورة، الزاوية الحراقية، وهي لا زالت لحد الآن، مزارا لمريديه، وكافة الزوار الذين عرفوا قدره، وسمعوا بسيرته الطيبة.